# Amba Shepherd
Amba Shepherd é uma cantora e compositora australiana, mais conhecida por suas colaborações com o produtor musical holandês, Hardwell.